# Big Benny
Big Benny, artiestennaam van Ben Peters (Roermond, 18 december 1964), is een Nederlands volkszanger. Hij zingt voornamelijk tijdens carnaval in het Limburgs dialect.

## Biografie
Peters trad in 1992 voor het eerst op als Big Benny in een klein zaaltje in Roermond. Door de jaren heen kreeg hij steeds meer bekendheid in Limburg en trad tijdens carnaval onder meer op in Maastricht, Venlo, en Gulpen. Ook is hij te zien geweest bij o.a. SBS6 en te horen geweest op 3fm. Zijn artiestennaam is te danken aan zijn fors gestalte.
Op 13 september 2014 gaf hij een jubileumconcert (35 jaar carnavalsartiest en 22 jaar Big Benny). Dit jubileum vond plaats in Ahoy Rotterdam.

## Discografie

### Albums
| Album met eventuele hitnotering(en) in de Nederlandse Album Top 100 | Datum van verschijnen | Datum van binnenkomst | Hoogste positie | Aantal weken | Opmerkingen |
| ------------------------------------------------------------------- | --------------------- | --------------------- | --------------- | ------------ | ----------- |
| Limburg Yes                                                         | 1993                  |                       |                 |              |             |
| Gouverneur van Veur toet Achter                                     | 1995                  |                       |                 |              |             |
| Gewichtig                                                           | 1997                  |                       |                 |              |             |
| XXXL                                                                | 1998                  |                       |                 |              |             |
| Big Benny op z'n best                                               | 2000                  |                       |                 |              |             |
| Sjwaor gelaje                                                       | 2001                  |                       |                 |              |             |
| Feesbees                                                            | 2003                  |                       |                 |              |             |
| Oh Oh Kammeroad                                                     | 2006                  |                       |                 |              |             |
| Dórs!                                                               | 2007                  |                       |                 |              |             |
| Planke gaas                                                         | 2010                  |                       |                 |              |             |

### Singles
| Single met eventuele hitnotering(en) in de Nederlandse Top 40 | Datum van verschijnen | Datum van binnenkomst | Hoogste positie | Aantal weken | Opmerkingen |
| ------------------------------------------------------------- | --------------------- | --------------------- | --------------- | ------------ | ----------- |
| Limburg Merci                                                 | 1994                  |                       |                 |              |             |
| Graandaolkes                                                  | 1994                  |                       |                 |              |             |
| Moezeprins                                                    | 1995                  |                       |                 |              |             |
| Krempkes                                                      | 1996                  |                       |                 |              |             |
| Riet aop dae tap                                              | 1998                  |                       |                 |              |             |
| Limbo Party                                                   | 1999                  |                       |                 |              |             |
| 't Is mich wors                                               | 2001                  |                       |                 |              |             |
| Parapapapapa                                                  | 2009                  |                       |                 |              |             |
| Eine maeter beer                                              | 2010                  |                       |                 |              |             |
| 't Geit os good                                               | 2012                  |                       |                 |              |             |